# Gilberto Ferrez
Gilberto João Carlos Ferrez OMC (Rio de Janeiro, 5 de maio ou 15 de maio de 1908 – Rio de Janeiro, 23 de maio de 2000) foi um historiador brasileiro. Neto do fotógrafo Marc Ferrez, a sua obra concentra-se na história da iconografia brasileira, mas ele também desempenhou papel fundamental no tombamento e na restauração de bens culturais brasileiros, na qualidade de conselheiro do Instituto do Patrimônio Histórico e Artístico Nacional. Dois exemplos marcantes da importância de sua intervenção pessoal são o Paço Imperial (prédio de enorme valor simbólico e histórico, posto que foi sede do governo colonial português e do imperial brasileiro), e o Pão de Açúcar, ícone maior da paisagem carioca — quiçá do Brasil como um todo — que a cupidez inescrupulosa pretendia transformar em pedra britada.